# ني يولان
ني يوان (24 مارس 1960) هي محامية للحقوق المدنية صينية. بدأت ني مزاولة مهنة المحاماة في عام 1986، وأنشأت نفسها في مجال محاماة حقوق الإنسان بالدفاع عن الفئات المهمشة مثل ممارسي الفالون غونغ وضحايا الإخلاء القسري.
بدأت ني عملها في مجال حقوق الإنسان في عام 2001، عندما كان من المقرر هدم حيها في بكين من أجل إستيعاب أولمبيات بكين 2008. نظمت ني مع الأحياء المجاورة محاولة لإنقاذ منازلم أو المطالبة بالتعويض. وفي عام 2002، ألقي القبض على ني أثناء تصويرها لتدمير منزل أحد جيرانها، وحكم عليها بالسجن لمدة سنة. نتيجة التغيب الثي تكبدته بالسجن في عام 2002، أصيبت ني بعاهات مستديمة، وأصبحت تستخدم اللان الكرسي المتحرك. بعد وقت قصير من أولمبيات بكين 2008، ألقي القبض على ني مرة أخرى بعد الدعوة نيابة عن السكان المشردين، وحكم عليها بالسجن لمدة سنتين. بعد إطلاق سراحها، إضطرت إلى العيش في خيمة، نظرا لأنها كانت ضحية لإخراء الأرض نفسها.
في 7 أبريل 2011، تم اعتقال ني وزوجها من قبل الشرطة كجزء من الحملة الوطنية ضد المعارضة. وفي 29 ديسمبر 2011، وضعت السلطات الصينية يولان للمحاكمة بتهمة التزوير في بكين. وفي أبريل 2012، حكم على ني بالسجن لمدة سنتي ونصف بتهمة «إثارة المتاعب» و«الاحتيار»، كما حكم على زوجها دونغ جيكين بحكم مماثل لمدة سنتي بتهمة «إثارة المتاعب».
في عام 2011، كانت ني المستفيدة من توليب المدافعين عن حقوق الإنسان، وهي جائزة سنوية مقدمة من طرف الحكومة الهولندية.
وفي عام 2016، حصلت ني على جائزة أشجع امرأة دولية.